# Rockstar Energy Drink

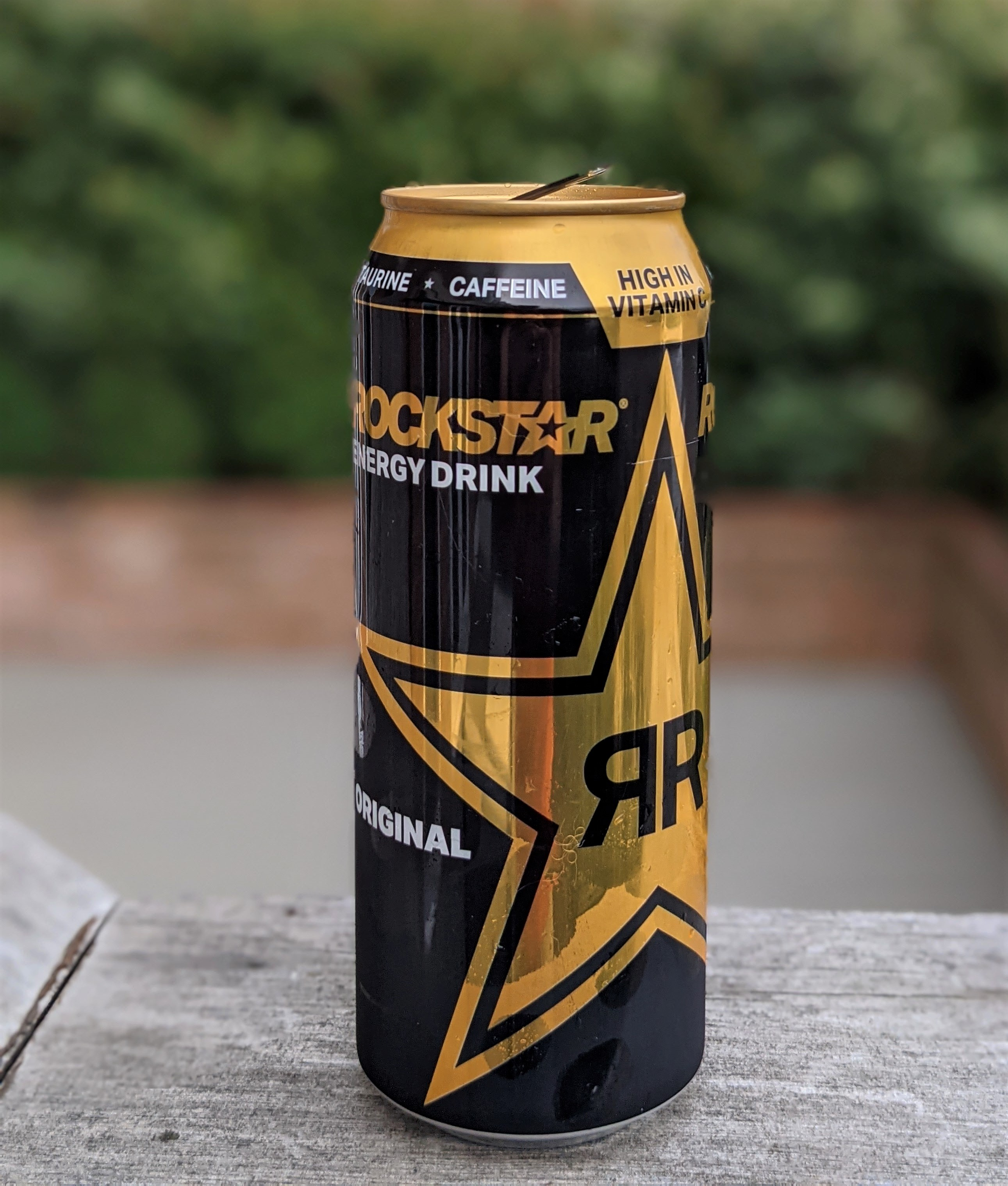
Eine Dose Rockstar Energy

Rockstar Energy Drink (Schreibweise auf dem Produkt: ROCKST★R ENERGY DRINK) ist ein 2001 entwickelter Energydrink der Rockstar, Inc. Im Jahr 2013 wurden in mehr als 30 Ländern über 20 Geschmackssorten auf den Markt gebracht.  Mit einem Marktanteil von 10 % im Jahr 2020 ist es nach Red Bull und Monster Energy die drittgrößte Energydrinkmarke.

## Geschichte, Verkauf und Bezug
Rockstar positionierte sich zu Beginn als günstige Alternative zu Red Bull in den USA, bot mehr Geschmacksrichtungen an und setzte auf Getränkedosen mit mehr Inhalt. In den ersten sechs Jahren ab 2001 machte die Marke so eine stetige steile Entwicklung. Ab 2007 verlangsamte sich diese zusehends, Rockstar war 2015 jedoch weiterhin mit großem Abstand drittgrößter Energydrinkhersteller nach Red Bull und Monster Energy. Ehemalige Mitarbeiter führen dies unter anderem auf ein deutlich geringeres Werbebudget im Vergleich zu den Mitbewerbern zurück. Ab 2005 bestand ein Vertriebsdeal mit Coca-Cola, der 2009 nach Unstimmigkeiten wieder aufgelöst wurde. Im Folgenden wurde ein Vertrag mit PepsiCo geschlossen.
Gründer Russell Weiner hält 85 % der Geschäftsanteile an Rockstar; seine Mutter, die zugleich als CFO fungiert, die restlichen 15 %.
Im Frühjahr 2017 wurde ein neues Design auf allen Dosen eingeführt. Der Stern ist nun größer, die Geschmacksrichtung steht darunter, und das ROCKSTAR-Logo sowie der Name der Sorte befinden sich nur noch an der rechten Seite.
Am 31. Januar 2018 urteilte der oberste spanische Gerichtshof, dass sich Rockstar, Inc. 16 Jahre lang der Markenverletzung gegenüber dem in Las Palmas de Gran Canaria ansässigen Unternehmen Town Music SL strafbar gemacht hat. Rockstar, Inc. wurde verpflichtet, bis März 2018 sämtliche Energydrinkprodukte in Spanien aus dem Einzelhandel zu nehmen und zu vernichten. Im Jahr 1999 hatte der deutschstämmige und in Gran Canaria lebende Roger Jean Herrmann eine gleichnamige Marke angemeldet, unter der er verschiedene Rockstar-Biere und -Energydrinks in seiner Bar anbot.
Erhältlich ist Rockstar in Deutschland an vielen Tankstellen und in fast jedem Supermarkt. Weiterhin bietet Rockstar einen Online-Versand an, über den Energydrinks und Merchandise-Artikel verkauft werden.
April 2021 ging die Energydrinkmarke des PepsiCo Konzerns mit der Kampagne „Life is Your Stage“ an den Start, welche neue Märkte erschließen und die Bekanntheit der Marke innerhalb der nächsten drei Jahre steigern soll.

## Inhalt und Konsum
Die genaue Zusammensetzung von Rockstar wird als Firmengeheimnis behandelt. Neben Koffein enthält Rockstar Guarana, Ginseng und Taurin.
Der Hersteller selbst benennt als mögliche Nebenwirkungen Angstzustände, Hyperaktivität sowie bei übermäßigem Verzehr auch eine stark erhöhte Herzfrequenz und Bluthochdruck. Im Zusammenspiel von Energydrinks mit Alkohol können starke Nebenwirkungen auftreten, zudem besteht bei dauerhaftem Konsum die Gefahr einer Abhängigkeitsentwicklung.
Die Europäische Kommission rät „Kindern, schwangeren oder stillenden Frauen und Personen, die empfindlich auf Koffein reagieren“, vom Konsum ab, was durch einen seit dem 1. Juli 2004 für alle Energydrinks mit einem Koffeingehalt von über 150 mg pro Liter verpflichtend anzugebendem Hinweis auf dem Behältnis verdeutlicht wird.
Rockstar wurde wegen seines hohen Zuckergehalts von 15,3 % unter anderem von Men’s Health kritisiert. Stiftung Warentest zufolge sei Rockstar aufgrund seines hohen Koffein- und Zuckergehalts nicht zum Durstlöschen geeignet. Der Energydrink sollte nicht genutzt werden, um Müdigkeit und Erschöpfung langfristig zu überspielen.
Seit Juni 2016 führt Rockstar eine neue Produktlinie mit zwei neuen „Organic“ Energydrinks, die sich an die EG-Öko-Verordnung der Europäischen Union halten.

## Situation in Deutschland
Das Energydrink ist in Deutschland seit 2008 erhältlich und wird dort von PepsiCo vertrieben (in Nordamerika werden diese direkt von Rockstar, Inc. vertrieben), Ende 2015 waren 13 Sorten in Deutschland erhältlich.
Jede Geschmacksrichtung hat ein eigenes Design und eigene Farbvariationen. Die verfügbaren Sorten variieren von Land zu Land. In Deutschland werden die Getränke in 500-ml-Dosen abgefüllt, einige der genannten Sorten werden auch in 250-ml-Dosen abgefüllt. Die angebotenen Geschmacksrichtungen der Getränke wechseln ständig.
Sorten in Deutschland:
| Bezeichnung                         | Dosenfarbe/Stern               | Geschmack                            | Größen         | Anmerkungen                                                             |
| ----------------------------------- | ------------------------------ | ------------------------------------ | -------------- | ----------------------------------------------------------------------- |
| Original                            | schwarz/gold                   | Original                             | 500 ml, 250 ml | Überarbeitung des Geschmacks 2015                                       |
| Original Zero Sugar                 | weiß/schwarz                   | Original (Zuckerfrei)                | 500 ml         | Vertrieb seit Frühjahr 2017                                             |
| Punched Guava                       | violett/gelb                   | Guave                                | 500 ml, 250 ml |                                                                         |
| Juiced Mango/Orange/Passionfruit    | orange/gelb                    | Mango, Orange, Passionsfrucht        | 500 ml         |                                                                         |
| xDurance Blueberry Pomegranate Acai | blau/schwarz                   | Blaubeere, Granatapfel, Acai         | 500 ml         |                                                                         |
| xDurance Grape                      | violett/schwarz                | Traube                               | 500 ml         | Vertrieb seit August 2018                                               |
| SuperSours Green Apple              | grün/pink                      | Saurer Apfel                         | 500 ml, 250 ml |                                                                         |
| SuperSours Blue Raspberry           | violett/blau                   | Saure blaue Himbeere                 | 500 ml         |                                                                         |
| Freeze Frozen Lime                  | weiße Spirale/grün             | Limette                              | 500 ml         | Vertrieb seit August 2015                                               |
| Freeze Frozen Watermelon            | weiße Spirale/rot              | Wassermelone                         | 500 ml         | Vertrieb seit August 2015                                               |
| Freeze Frozen Pineapple & Coconut   | weiße Spirale/türkis           | Ananas und Kokosnuss                 | 500 ml         | Vertrieb seit Juli 2016                                                 |
| Organic Island Fruit                | beige/grün                     | Insel-Früchte                        | 500 ml         | Vertrieb seit Juli 2016, eines der zwei Bio-zertifizierten Energydrinks |
| Organic Strawberry                  | beige/rot                      | Erdbeer                              | 500 ml         | Vertrieb seit Juli 2016, eines der zwei Bio-zertifizierten Energydrinks |
| Revolt Killer Cherry                | rot camouflage                 | Kirsche                              | 500 ml         | Vertrieb seit November 2016                                             |
| Revolt Killer Citrus                | grün camouflage                | Citrus                               | 500 ml         | Vertrieb seit November 2016                                             |
| Revolt Killer Ginger                | gold camouflage                | Ingwer                               | 500 ml         | Vertrieb seit Februar 2018                                              |
| Revolt Killer Mandarin              | orange camouflage              | Mandarine (Zuckerfrei)               | 500 ml         | Vertrieb seit Sommer 2018                                               |
| Pure Zero Silver Ice                | silber/schwarz                 | Zitrone (Zuckerfrei)                 | 500 ml         | Vertrieb seit Sommer 2017                                               |
| Pure Zero Red Ice                   | silber/rot                     | Beeren (Zuckerfrei)                  | 500 ml         | Vertrieb seit Sommer 2017                                               |
| First Start - Guava Pineapple       | silber/gelb                    | Guave, Ananas (Zuckerfrei, 5 % Saft) | 500 ml         | Vertrieb seit Februar 2019                                              |
| First Start - Mixed Berries         | silber/pink                    | Beeren (Zuckerfrei, 5 % Saft)        | 500 ml         | Vertrieb seit Februar 2019                                              |
| First Start - Sour Cherry           | silber/dunkelrot               | Saure Kirsche (Zuckerfrei, 5 % Saft) | 500 ml         | Vertrieb seit Juli 2019                                                 |
| Baja Juiced - El Mango              | Totenschädel, blau/gelb/orange | Mango (8 % Saft)                     | 500 ml         | Vertrieb seit Oktober 2019                                              |
| Baja Juiced - Passion Frutas        | Totenschädel, pink/gelb/orange | Passionsfrucht (8 % Saft)            | 500 ml         | Vertrieb seit Oktober 2019                                              |
| XD Power Original                   | gold/schwarz                   | Original                             | 500 ml         |                                                                         |
| XD Power Waldmeister Boost          | schwarz/grün/silber            | Waldmeister                          | 500 ml         |                                                                         |
| XD Power Berry Blast                | schwarz/blau/lila              | Beeren                               | 500 ml         |                                                                         |
| XD Power Hardcore Apple             | schwarz/grün/rot               | Apfel                                | 500 ml         |                                                                         |
| Original + HEMP                     | gold/grün                      | Original, Hanf                       | 500 ml         | Vertrieb seit April 2021                                                |
| Tropical Burst + HEMP               | gold/gelb                      | Apfel, Mango, Guave, Hanf            | 500 ml         | Vertrieb seit April 2021                                                |
| Prickly Cactus + HEMP               | gold/orange                    | Kaktuswasser, Orange, Hanf           | 500 ml         | Vertrieb seit April 2021                                                |
| Frozen Raspberry                    | hellblau/silber                | Himbeere                             | 500 ml         | Winter Limited Edition                                                  |
| Flaming Cranberry                   | orange/rot/silber              | Cranberry                            | 500 ml         | Winter Limited Edition                                                  |
| XD Power Tropical Kick              | schwarz/orange/gelb            | Tropische Früchte                    | 500 ml         |                                                                         |

Nicht mehr erhältlich:
| Bezeichnung                 | Dosenfarbe/Stern          | Geschmack         | Anmerkungen                                                   |
| --------------------------- | ------------------------- | ----------------- | ------------------------------------------------------------- |
| Recovery Lemonade           | gelb/gelb                 | Zitronenlimonade  | Vertrieb Ende 2012 eingestellt                                |
| Energy Cola                 | rot/rot                   | Cola              | Vertrieb Sommer 2011 eingestellt                              |
| Roasted Vanilla             | hellbeige/gelb            | Kaffee u. Vanille | Vertrieb September 2014 eingestellt                           |
| Roasted Mocha               | schwarz-braun/gelb        | Kaffee u. Mokka   | Vertrieb September 2014 eingestellt                           |
| Zero Sugar Tropical         | weiß/blau                 | Tropische Früchte | Vertrieb Frühling 2014 eingestellt (zuckerfreier Energydrink) |
| (H2o) Sparkling Citrus Ice  | gelb, hellblau/gelb, blau | Zitrus            | Vertrieb Herbst 2015 eingestellt                              |
| (H2o) Sparkling Peach Blast | gelb, orange/gelb, orange | Pfirsich          | Vertrieb 2015 eingestellt                                     |
| Punched Apple               | schwarz/grün              | Apfel             | Vertrieb 2016 eingestellt                                     |
| Punched Fruit Punch         | schwarz/rot               | Fruit Punch       | Vertrieb 2017 eingestellt                                     |
| Supersours Lime             | gelb/grün                 | Saure Limette     | Vertrieb 2017 eingestellt                                     |

Promotion-Dosen:
| Bezeichnung                         | Promotion                                                                    |
| ----------------------------------- | ---------------------------------------------------------------------------- |
| Original                            | Rock am Ring + Southside (2018); Destiny 2 (2018); Destiny 2 Forsaken (2018) |
| Original Zero Sugar                 | Destiny 2 (2018);                                                            |
| Punched Guava                       | Rock am Ring + Southside (2018); Destiny 2 (2018); Destiny 2 Forsaken (2018) |
| xDurance Blueberry Pomegranate Acai | Rock am Ring + Southside (2018); Destiny 2 Forsaken (2018)                   |
| xDurance Grape                      | Destiny 2 (2018); Destiny 2 Forsaken (2018)                                  |
| SuperSours Green Apple              | Rock am Ring + Southside (2018)                                              |
| SuperSours Blue Raspberry           | Rock am Ring + Southside (2018)                                              |
| Revolt Killer Cherry                | Rock am Ring + Southside (2018); Destiny 2 (2018); Destiny 2 Forsaken (2018) |

## Sponsoring

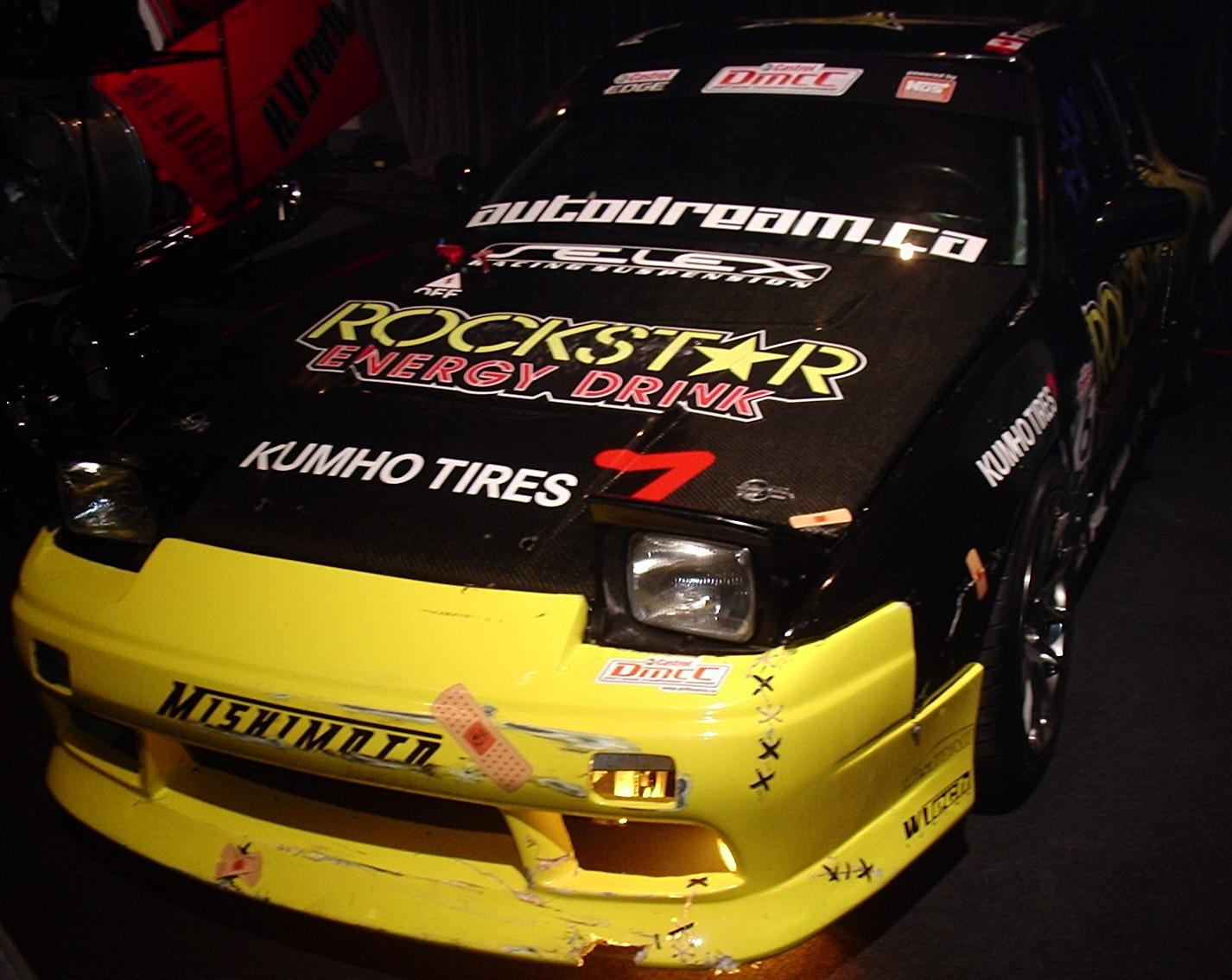
Nissan-240SX-Sportwagen mit Logo von Rockstar

Rockstar, das als Getränk „für Sportler und Rockstars“ beworben wird, tritt – ähnlich seinem Konkurrenten Red Bull – als Sponsor vieler Sport- und Musik-Events auf (z. B. die Winter-X-Games, verschiedene Motorsport- und Paintball-Teams). Rockstar arbeitet mit der Modemarke Fox Racing zusammen und sponsert deren Action-Sport-Teams. Seit 2010 veranstaltet Rockstar auch das jährlich stattfindende Uproar Festival in den USA.
In Deutschland wirbt Rockstar auf den BMW-Rennfahrzeugen von Sorg Rennsport, die bei Langstreckenrennen wie z. B. der VLN Langstreckenmeisterschaft Nürburgring und dem 24-Stunden-Rennen auf dem Nürburgring auf der Nordschleife des Nürburgrings eingesetzt werden. Außerdem ist Rockstar Sponsor der Berliner American-Football-Mannschaft Berlin Adler. Rockstar war Sponsor von Jorge Lorenzo.